# Alphabet phénicien
Pour les articles homonymes, voir Alphabet protocananéen.
L'alphabet phénicien (appelé par convention alphabet protocananéen pour les inscriptions antérieures à 1200 av. J.-C.) est un ancien abjad, un alphabet consonantique non pictographique. Il était utilisé pour l'écriture des langues cananéennes et en particulier du phénicien, langue sémitique utilisée par la civilisation phénicienne. Il s'agit d'un abjad, car il ne note que les sons consonantiques (une mater lectionis a été utilisée pour certaines voyelles dans des variétés tardives).
Transmis par les marchands phéniciens dans le monde méditerranéen où il a évolué et a été assimilé par de nombreuses cultures (étrusque, celtibère, etc), l'alphabet phénicien est devenu l'un des systèmes d'écriture les plus utilisés. L'alphabet araméen, forme modifiée du phénicien, est l'ancêtre de l'alphabet arabe moderne par le biais de l'alphabet syriaque et nabatéen, tandis que l'alphabet hébreu moderne est directement une ramification stylistique de l'araméen (appelé par les Juifs ktav ashouri, « écriture assyrienne » en hébreu). L'alphabet grec (et par extension ses descendants, les alphabets latin, cyrillique et copte) est un successeur direct du phénicien, bien que la valeur de certaines lettres ait été changée pour représenter les voyelles.
Les lettres de l'alphabet phénicien (culminant avec l'alphabet néo-punique d'Afrique du Nord) étant à l'origine incisées avec un style, leur forme est anguleuse et droite, bien que des versions cursives soient de plus en plus attestées au fil du temps. Le phénicien était généralement écrit de droite à gauche, bien que certains textes soient écrits en boustrophédon.
En 2005, l'UNESCO a enregistré l'alphabet phénicien sur le programme de la Mémoire du monde comme héritage du Liban.

## Caractéristiques

### Nom des lettres
Le nom des lettres phéniciennes n'est pas directement connu. On suppose que les Phéniciens utilisaient un système acrophonique pour les nommer, c'est-à-dire que le nom de chacune débute par la lettre elle-même. Ces noms sont essentiellement les mêmes que dans les scripts parents, qui à leur tour dérivent de la valeur des mots que les pictogrammes hiéroglyphiques à l'origine des caractères représentent. Ces mots d'origine sont traduits depuis le cananéen et le son initial de chaque mot traduit devient la valeur de chaque lettre.

### Graphèmes
Le tableau suivant recense les 22 graphèmes qui constituent l'alphabet phénicien. Les formes de lettres présentées ici sont idéalisées : l'écriture phénicienne est en réalité plus brute et plus variable en apparence. Il existe également des variations significatives suivant l'époque et la région.
L'alphabet phénicien suit l'ordre levantin, qu'il transmet à ses descendants.
La translittération suit les conventions habituelles pour les langues sémitiques. Les valeurs phonologiques sont données en alphabet phonétique international. Les consonnes emphatiques des langues sémitiques étant interprétées comme d'anciennes éjectives, elles sont ici analysées comme telles.
Le tableau présente également l'évolution des graphèmes phéniciens dans les autres alphabets. Leur valeur sonore a souvent changé de façon significative, soit à la création de ces alphabets, soit à cause de modifications dans la prononciation des langues. Lorsque l'écriture alphabétique débute en Grèce, les graphèmes sont similaires à ceux des Phéniciens, mais pas identiques ; des voyelles sont ajoutées car l'alphabet phénicien n'en contient aucune. Il existe également des variations distinctives entre les écritures des différentes parties de Grèce, principalement pour les caractères phéniciens qui ne possèdent pas de correspondance exacte pour les sons grecs. L'alphabet ionien conduit à l'alphabet grec standard vers le IVe siècle av. J.-C. ; un autre évolue vers l'alphabet latin, ce qui explique de nombreuses différences entre les deux. À l'occasion, les Phéniciens utilisent un court tiret ou un point comme séparateur entre les mots.
Certains alphabets ultérieurs rajoutent des lettres pour tenir compte de spécificités linguistiques. Les lettres grecques Υ, Φ, Χ, Ψ et Ω sont ajoutées après l'emprunt des lettres phéniciennes ; elles apparaissent d'ailleurs à la fin de l'alphabet grec. L'alphabet arabe compte en plus les lettres ث, خ, ذ, ض, ظ et ﻍ.
| Lettre | Unicode | Nom    | Signification            | Transcription | Valeur | Correspondances | Correspondances | Correspondances | Correspondances | Correspondances | Correspondances         | Correspondances | Correspondances              |
| Lettre | Unicode | Nom    | Signification            | Transcription | Valeur | Hébreu          | Syriaque        | Arabe           | Sudarabique     | Grec            | Latin                   | Cyrillique      | Arménien                     |
| ------ | ------- | ------ | ------------------------ | ------------- | ------ | --------------- | --------------- | --------------- | --------------- | --------------- | ----------------------- | --------------- | ---------------------------- |
| Aleph  | 𐤀       | ʾālef  | bœuf                     | ʾ             | [ʔ]    | א               | ܐ               | ﺍ               |                 | Α α             | A a                     | А а             | Ա ա                          |
| Beth   | 𐤁       | Bēth   | maison                   | b             | [b]    | ב               | ܒ               | ﺏ               |                 | Β β             | B b                     | Б б, В в        | Բ բ                          |
| Gimel  | 𐤂       | Gīmel  | chameau                  | g             | [g]    | ג               | ܓ               | ﺝ               |                 | Γ γ             | C c, G g                | Г г, Ґ ґ        | Գ գ                          |
| Daleth | 𐤃       | Dāleth | porte                    | d             | [d]    | ד               | ܕ               | ,ظ,ﺩ,ذض         |                 | Δ δ             | D d                     | Д д             | Դ դ                          |
| He     | 𐤄       | Hē     | battant                  | h             | [h]    | ה               | ܗ               | ه               |                 | Ε ε             | E e                     | Е е, Є є        | Ե ե, Է է                     |
| Waw    | 𐤅       | Wāw    | clou                     | w             | [w]    | ו               | ܘ               | ﻭ               |                 | (Ϝ ϝ), Υ υ      | F f, U u, V v, W w, Y y | (Ѵ ѵ), У у      | Վ վ, Ւ ւ                     |
| Zayin  | 𐤆       | Zayin  | arme                     | z             | [z]    | ז               | ܙ               | ﺯ               |                 | Ζ ζ             | Z z                     | З з             | Զ զ                          |
| Heth   | 𐤇       | Ḥēth   | mur                      | ḥ             | [ħ]    | ח               | ܚ               | ﺡ,خ             |                 | Η η             | H h                     |                 | Հ հ                          |
| Teth   | 𐤈       | Ṭēth   | roue                     | ṭ             | [tʼ]   | ט               | ܛ               | ﻁ               |                 | Θ θ             |                         | (Ѳ ѳ), Ф ф      | Թ թ                          |
| Yodh   | 𐤉       | Yōdh   | main                     | y             | [j]    | י               | ܝ               | ﻱ               |                 | Ι ι             | I i, Ï ï, J j           | И и, Й й        | Յ յ, Ի ի                     |
| Kaph   | 𐤊       | Kaf    | paume                    | k             | [k]    | כ               | ܟ               | ﻙ               |                 | Κ κ             | K k                     | К к             | Կ կ                          |
| Lamedh | 𐤋       | Lāmedh | bâton                    | l             | [l]    | ל               | ܠ               | ﻝ               |                 | Λ λ             | L l                     | Л л             | Լ լ                          |
| Mem    | 𐤌       | Mēm    | eau                      | m             | [m]    | מ               | ܡ               | ﻡ               |                 | Μ μ             | M m                     | М м             | Մ մ                          |
| Nun    | 𐤍       | Nun    | serpent                  | n             | [n]    | נ               | ܢ               | ﻥ               |                 | Ν ν             | N n                     | Н н             | Ն ն                          |
| Samekh | 𐤎       | Sāmekh | colonne, pilier, soutien | s             | [s]    | ס               | ܣ               | ﺱ               |                 | Ξ ξ, Σ σ/ς, Χ χ | X x                     | (Ѯ ѯ), Х х      | Խ խ                          |
| Ayin   | 𐤏       | ʿayin  | œil                      | ʿ             | [ʕ]    | ע               | ܥ               | ﻉ               |                 | Ο ο             | O o                     | О о             | Ո ո, Օ օ                     |
| Pe     | 𐤐       | Pē     | bouche                   | p             | [p]    | פ               | ܦ               | ﻑ               |                 | Π π             | P p                     | П п             | Պ պ, Փ փ                     |
| Sade   | 𐤑       | Ṣādē   | hameçon                  | ṣ             | [sʼ]   | צ               | ܨ               | ﺹ               |                 | (Ϻ ϻ, Ϡ ϡ)      |                         | Ц ц, Ч ч        | Չ չ, Ճ ճ, Ց ց, Ծ ծ, Ձ ձ, Ջ ջ |
| Qoph   | 𐤒       | Qōp    | nuque                    | q             | [q]    | ק               | ܩ               | ﻕ               |                 | (Ϙ ϙ)           | Q q                     | (Ҁ ҁ)           | Ք ք                          |
| Res    | 𐤓       | Rēš    | tête                     | r             | [r]    | ר               | ܪ               | ﺭ,غ             |                 | Ρ ρ             | R r                     | Р р             | Ր ր, Ռ ռ                     |
| Sin    | 𐤔       | Šin    | dent                     | š             | [ʃ]    | ש               | ܫ               | س               |                 | Σ σ / ς         | S s                     | С с, Ш ш        | Ս ս, Շ շ                     |
| Taw    | 𐤕       | Tāw    | marque, ici, maintenant  | t             | [t]    | ת               | ܬ               | ﺕ,ث             |                 | Τ τ             | T t                     | Т т             | Տ տ                          |

### Nombres
Le système numéral phénicien consiste en symboles pour 1, 10, 20 et 100. Le signe pour 1 est une simple barre verticale (𐤖). Les nombres jusqu'à 9 sont formés en ajoutant le nombre de lignes approprié, arrangées par groupes de trois. Le symbole pour 10 est une ligne horizontale (𐤗). Le signe pour 20 (𐤘) possède plusieurs variantes, l'une d'elles étant une combinaison de deux 10, en forme de Z. Les autres multiples de 10 sont formés en groupant le nombre adéquat de 20 et de 10. Il existe plusieurs variantes pour 100 (𐤙). Celui-ci peut être combiné avec le nombre précédent pour former une multiplication, par exemple la combinaison de « 4 » et « 100 » donne 400,.

## Histoire

### Origine
Il est probable que l'alphabet phénicien soit issu d'un modèle dit alphabet protosinaïtique (ou linéaire), utilisé pour noter des idiomes protocananéens dans le Sinaï vers 1850 av. J.-C. Cette écriture est mal connue et sa qualité même d'alphabet (ou d'abjad) n'est pas établie ; on suppose qu'elle provient d'une simplification de certains hiéroglyphes égyptiens. Quelques courtes inscriptions en protosinaïtique sont sporadiquement attestées à Canaan à la fin de l'âge du bronze, mais l'écriture n'est pas utilisée massivement avant l'avènement de nouveaux royaumes sémitiques au XIIe siècle av. J.-C. La plus ancienne inscription phénicienne est l'épitaphe d'Ahiram, sur son sarcophage, datant d'environ 1200 av. J.-C.. 
Une filiation partielle avec l'écriture syllabique (pseudo-hiéroglyphique) de la cité phénicienne de Byblos associée à une influence du système consonantique égyptien a été favorisée par J. G. Février et H. Bauer. Byblos semble également avoir joué un rôle décisif dans la diffusion de l'alphabet qui, au XIe siècle av. J.-C., est parfaitement établi. 
L'écriture est nommée « alphabet protocananéen » jusqu'au milieu du XIe siècle, lorsque les premières inscriptions sur des pointes de flèche de bronze sont attestées, et « alphabet phénicien » seulement après 1050 av. J.-C. Cette division est purement conventionnelle.

### Diffusion

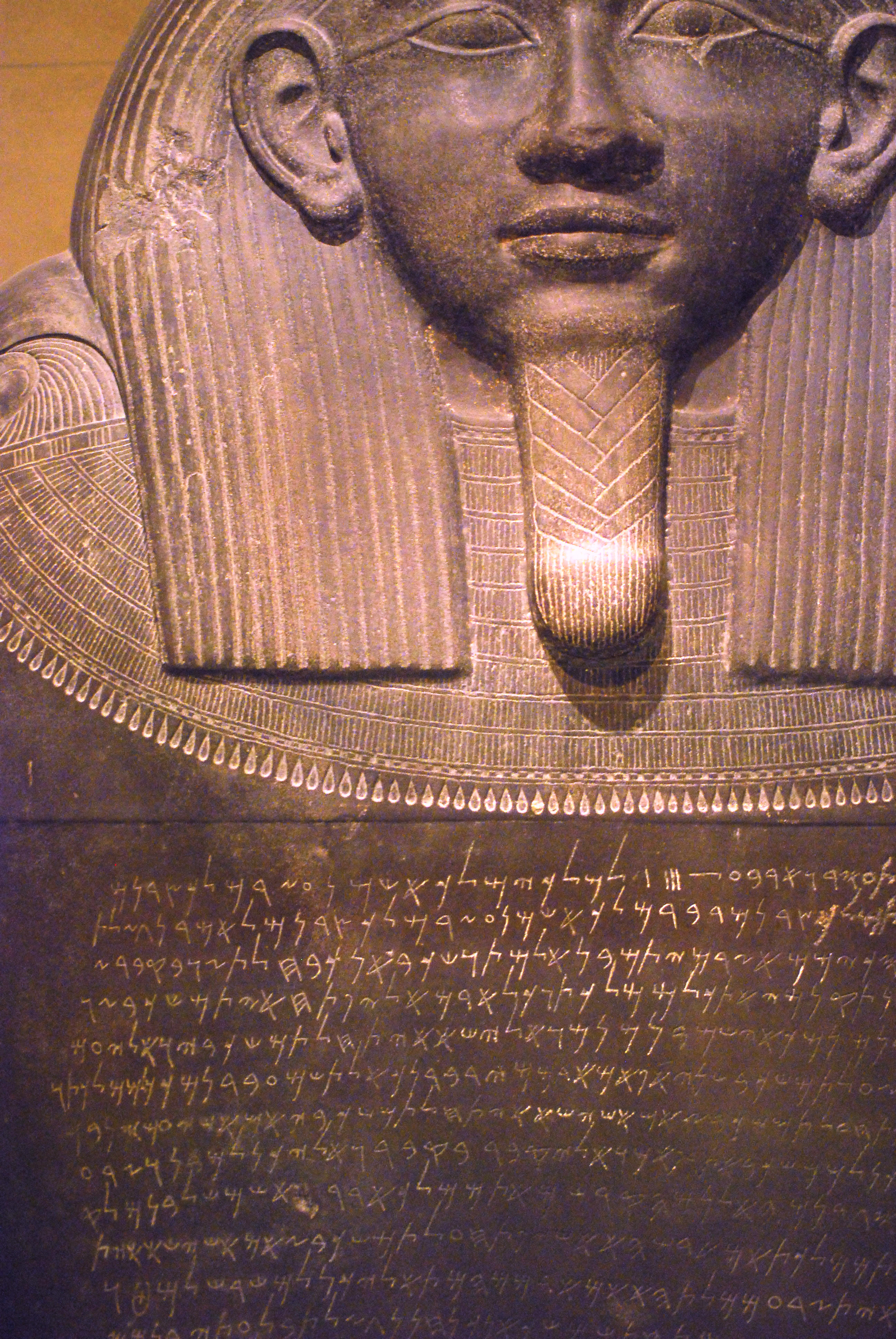
Détail du sarcophage d'Eshmunazor II, roi de Sidon (Ve siècle) ; son couvercle porte la plus longue inscription phénicienne d'époque perse connue.

L'adaptation phénicienne de l'alphabet rencontre un énorme succès et des variantes sont utilisées tout autour de la mer Méditerranée à partir du IXe siècle av. J.-C., donnant naissance aux écritures grecque, étrusque, anatoliennes et paléo-hispaniques. Ce succès est en partie dû à sa nature phonétique : le phénicien est la première écriture largement répandue où chaque son est représenté par un symbole. Ce système simple contraste avec les autres écritures de l'époque, comme le cunéiforme et les hiéroglyphes égyptiens, qui emploient de nombreux caractères complexes et sont d'apprentissage difficile.
Profitant de leur culture commerciale maritime, les marchands phéniciens diffusent l'alphabet en Afrique du Nord et en Europe. Des inscriptions phéniciennes ont été découvertes sur les sites archéologiques de plusieurs anciennes cités et colonies phéniciennes autour de la Méditerranée, comme Byblos et Carthage. Des trouvailles ultérieures indiquent un usage antérieur en Égypte.
L'alphabet phénicien a des effets à long terme sur la structure sociale des civilisations qui entrent en contact avec lui. Sa facilité d'apprentissage bouleverse le statut des écritures plus anciennes, connues et employées uniquement par les membres des hiérarchies royales et religieuses, qui les utilisent comme instruments de pouvoir et de contrôle de l'information. L'apparition du phénicien détruit certaines divisions de classes, bien que de nombreux royaumes du Moyen Orient (Assyrie, Babylone, Adiabène) continuent à utiliser le cunéiforme pour les sujets légaux et liturgiques jusque ap. J.-C.[Quand ?].

### Alphabets dérivés

Chaque lettre de l'alphabet phénicien a donné naissance à d'autres formes dans les écritures dérivées. De gauche à droite : latin, grec, phénicien, hébreu, arabe.

#### Moyen Orient
L'alphabet paléo-hébraïque, utilisé pour écrire l'hébreu primitif, est quasiment identique à l'alphabet phénicien. L'alphabet samaritain, utilisé par les Samaritains, est un descendant direct de l'alphabet paléo-hébraïque.
L'alphabet araméen, utilisé pour écrire l'araméen, est un autre descendant du phénicien. L'araméen étant lingua franca du Moyen Orient, il fut largement adopté. Il s'est par la suite divisé en plusieurs alphabets apparentés, dont les alphabets hébreu, syriaque et nabatéen, dont la forme cursive est un ancêtre de l'alphabet arabe.
L'alphabet copte, toujours utilisé en Égypte pour la langue liturgique copte (descendant de l'ancien égyptien) est principalement basé sur l'alphabet grec, avec l'ajout de quelques lettres pour des sons n'existant pas en grec à l'époque ; ces lettres sont basées sur le démotique.

#### Europe
Selon Hérodote, le prince phénicien Cadmos se voit attribuer l'introduction de l'alphabet phénicien — φοινικήια γράμματα, phoinikếia grámmata, « lettres phéniciennes » — auprès des Grecs, qui l'adaptent pour créer leur propre alphabet. Hérodote estime que Cadmos a vécu 1600 ans avant son époque, soit vers 2000 av. J.-C. Les écrits d'Hérodote ne sont toutefois pas utilisés comme source standard par les historiens contemporains. L'alphabet grec dérive toutefois de l'alphabet phénicien.
La phonologie du grec ancien étant différente de celle du phénicien, les Grecs modifient l'écriture phénicienne pour mieux rendre leur langue. Il est plus important en grec d'écrire les sons voyelles : le phénicien étant une langue sémitique, les mots sont basés sur des racines consonantales qui autorisent la suppression des voyelles sans perte de sens, caractéristique absente du grec d'origine indo-européenne (à moins que les Phéniciens n'aient fait que suivre l'exemple des Égyptiens, qui n'écrivaient jamais les voyelles ; le cunéiforme akkadien, qui sert à écrire une langue sémitique proche, les indique systématiquement). Dans tous les cas, les Grecs adaptent les signes consonantaux phéniciens absents en grec : l'initiale phénicienne de chaque nom de lettre est supprimé et le signe prend la valeur de la voyelle suivante. Par exemple, ʾāleph, qui désigne un coup de glotte en phénicien, est réattribué à la voyelle /a/ ; he devient /e/, ḥet devient /eː/ (une voyelle longue), `ayin devient /o/ (car la pharyngalité altère la voyelle suivante), tandis que les deux semi-consonnes wau et yod deviennent /u/ et /i/ (certains dialectes grecs, qui possèdent /h/ et /w/, continuent toutefois à utiliser les lettres phéniciennes pour ces consonnes).
L'alphabet latin dérive de l'alphabet étrusque, lui-même dérivant d'une forme d'alphabet grec utilisé dans les colonies d'Italie du Sud. L'origine de l'alphabet runique est contestée, les théories principales supposant qu'il a évolué de l'alphabet latin, d'un alphabet italique antérieur ou de l'alphabet grec. Les runes sont néanmoins clairement dérivées d'une ou plusieurs écritures qui remontent au bout du compte à l'alphabet phénicien,.
L'alphabet cyrillique dérive quant à lui de l'alphabet grec.

#### Asie
L'alphabet sogdien, descendant du phénicien via le syriaque, est un ancêtre de l'alphabet ouïghour, qui est à son tour l'ancêtre des alphabets mongol traditionnel et mandchou ; le premier est toujours utilisé et le deuxième survit pour noter le xibe.
L'alphabet arabe, descendant du phénicien via l'araméen, est utilisé en Iran, Afghanistan et le Pakistan pour écrire le persan et l'ourdou.
Certains historiens pensent que le brahmi, et donc les écritures d'Inde, dérive également de l'écriture araméenne.

### Histoire contemporaine

#### Découverte
Lorsque l'alphabet phénicien est découvert au XIXe siècle, son origine est inconnue. Les spécialistes pensent tout d'abord qu'il s'agit d'une variante directe des hiéroglyphes égyptiens, idée populaire à la suite de leur déchiffrement récent. Cependant, ils ne peuvent trouver aucun lien entre les deux systèmes d'écritures si ce n'est morphologique. Diverses hypothèses sont envisagées : liens avec l’écriture hiératique, le cunéiforme ou création indépendante éventuellement inspirée par une autre écriture. Les théories d'une création indépendante vont du travail d'un unique homme aux Hyksôs qui le créent à partir de hiéroglyphes corrompus.

#### Mémoire du monde
En 2005, l'UNESCO classe l'inscription sur le sarcophage d'Ahiram, roi de Byblos (XIIe siècle av. J.-C.), sur le registre Mémoire du monde, qui recense depuis 1997 les éléments du patrimoine documentaire présentant un intérêt universel. Le sarcophage est exposé au musée national de Beyrouth, au Liban.

## Codage informatique
L'alphabet phénicien est ajouté au standard Unicode en juillet 2006 avec la publication de la version 5.0. Une proposition alternative, où l'alphabet aurait été géré comme variation de police de l'hébreu, est rejetée.
Le bloc Unicode pour le phénicien occupe la plage U+10900 à U+1091F. Il est destiné à représenter du texte en paléo-hébreu, phénicien archaïque, phénicien, araméen primitif, phénicien tardif cursif, papyrus phénicien, hébreu de Siloam, sceaux hébraïques, ammonite, moabite et punique.
Les lettres sont encodés de U+10900 (𐤀, aleph) à U+10915 (𐤕, taw). U+10916 (𐤖), U+10917 (𐤗), U+10918 (𐤘) et U+10919 (𐤙) encodent les nombres 1, 10, 20 et 100. U+1091F (𐤟) est le séparateur de mots.
| en fr   | 0 | 1 | 2 | 3 | 4 | 5 | 6 | 7 | 8 | 9 | A | B | C | D | E | F |
| U+10900 | 𐤀 | 𐤁 | 𐤂 | 𐤃 | 𐤄 | 𐤅 | 𐤆 | 𐤇 | 𐤈 | 𐤉 | 𐤊 | 𐤋 | 𐤌 | 𐤍 | 𐤎 | 𐤏 |
| ------- | - | - | - | - | - | - | - | - | - | - | - | - | - | - | - | - |
| U+10910 | 𐤐 | 𐤑 | 𐤒 | 𐤓 | 𐤔 | 𐤕 | 𐤖 | 𐤗 | 𐤘 | 𐤙 | 𐤚 | 𐤛 |   |   |   | 𐤟 |